# 云南马先蒿
云南马先蒿（学名：Pedicularis yunnanensis）是列当科马先蒿属的植物，为中国的特有植物。分布于中国大陆的云南等地，生长于海拔3,050米至4,000米的地区，多生长于高山草地中，目前尚未由人工引种栽培。
其种加词 yunnanensis 意为“云南的”。